# Betty Glamann
Betty Glamann Voorhees (Wellington (Kansas), 21 mei 1923 - 3 september 1990) was een Amerikaanse jazz-harpiste.
Glamann begon harp te spelen toen ze tien was. Ze studeerde aan Peabody Conservatory of Music en was drie jaar lang harpiste in het Baltimore Symphony Orchestra. Ze speelde en/of nam op met Spike Jones (1948), Marian McPartland (circa 1955), Duke Ellington (1956), Kenny Dorham (1957) en Oscar Pettiford (1957-1958). In 1958 was ze betrokken bij de opnamesessie van Michel Legrand met John Coltrane en Miles Davis (onder meer de nummers "Round Midnight" en "Django") en speelde ze met Eddie Costa. In 1960 nam ze op met het Modern Jazz Quartet. Ze nam twee platen op onder eigen naam: "Poinciana" (met haar Smith-Glamann Quintet) en "Swinging on a Harp" (met medewerking van onder meer Rufus Smith).

## Discografie (selectie)
- Poinciana (Smith-Glamann Quintet), Bethlehem, 1955
- Swinging on a Harp, Mercury Records, ?

met Marian McPartland:
- After Dark, Capitol Records, 1955

met Duke Ellington:
- A Drum Is a Woman, Columbia Records, 1957

met Kenny Dorham:
- Jazz Contrasts, Prestige Records, 1957

met Michel Legrand:
- Legrand Jazz, Philips, 1958

- Bibliothèque nationale de France: cb14014519p (data)
- International Standard Name Identifier: 0000 0000 0923 4533
- Library of Congress Control Number: no2007027841
- MusicBrainz: 417486b7-4235-4e74-bf8f-9a640f29d21e
- Virtual International Authority File: 41612938
- WorldCat: E39PBJfcM9whCHpWg3CkrvmmVC